# Ялшанка (приток Урляды)
Ялшанка — река в России, протекает по Челябинской области, Республике Башкортостан. Устье реки находится в 29 км по правому берегу реки Урляда. Длина реки составляет 16 км.

## Данные водного реестра
По данным государственного водного реестра России относится к Уральскому бассейновому округу, водохозяйственный участок реки — Урал от истока до Верхнеуральского гидроузла. Речной бассейн реки — Урал (российская часть бассейна).
Код объекта в государственном водном реестре — 12010000112112200001573.